# Kamienica Pod Jaszczurką w Krakowie
Kamienica Pod Jaszczurką – zabytkowa kamienica znajdująca się w Krakowie, w dzielnicy I przy Rynku Głównym 8, na Starym Mieście.
Kamienica ma renesansowy portal. 
W średniowieczu prawdopodobnie była razem z sąsiednią kamienicą Bonerowską częścią większego budynku.
Znajduje się w niej studencki klub Pod Jaszczurami.
23 maja 1932 kamienica została wpisana do rejestru zabytków. Znajduje się także w gminnej ewidencji zabytków.